# Chakasja

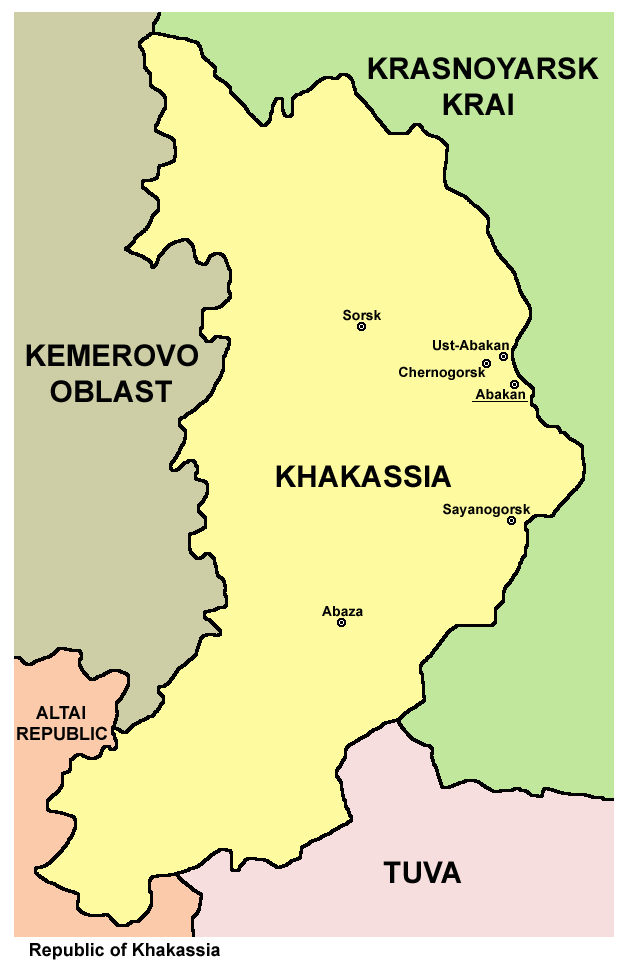

Chakasja (ros. Республика Хакасия, chak. Хака́с Респу́бликазы, tr. Chakás Respúblikazy) – autonomiczna republika w Federacji Rosyjskiej.

## Geografia
Republika położona jest w południowo-zachodniej części Syberii Wschodniej, w lewej części basenu Jeniseju, na wysoczyźnie Sajano-Ałtajskiej oraz w Kotlinie Chakasko-Minusinskiej.
Od północnego zachodu graniczy z obwodem kemerowskim, od południa i południowego zachodu z republikami Ałtaj i Tuwa, od północy z Krajem Krasnojarskim.

### Strefa czasowa
Chakasja należy do krasnojarskiej strefy czasowej (KRAT). UTC +7:00 przez cały rok. Wcześniej, przed 27 marca 2011 roku, obowiązywał czas standardowy (zimowy) strefy UTC+7:00, a czas letni – UTC+8:00.

## Demografia
Najliczniejszą grupą narodowościową w Chakasji są Rosjanie, stanowiący ok. 80% mieszkańców. Chakasi stanowią ok. 11–procentową mniejszość, co wywołuje obawy o ich przyszłość. Język chakaski odgrywa w republice wyraźnie drugorzędną rolę, nie wytrzymując silnej konkurencji ze strony języka rosyjskiego.

## Gospodarka
Chakasja to ważny obszar rolniczy. Uprawiana jest zwłaszcza pszenica. Chów zwierząt nastawiony jest na przemysł mleczarski, ważne miejsce w rolnictwie republiki zajmuje także chów owiec. Równocześnie umiejscowione są w niej zakłady przemysłowe. Prowadzi się wydobycie węgla, rozwinięty jest przerób drewna. Na przemysł Chakasji składają się również zakłady metalurgiczne, huty stali, wydobywa się molibden. Rozwinięty jest przemysł elektroenergetyczny, z hydroelektrownią Sajano-Szuszenską, najefektywniejszym tego typu obiektem w Rosji.

## Historia
Pierwszy organizm państwowy na terytorium południowej Syberii powstał około IV–III w. p.n.e. Kroniki starochińskie określały jego założycieli mianem ludu Dinlin, a samo państwo Dinlin-go. Około 201 r. p.n.e. państwo ludu Dinlin zostało rozbite przez wojska Xiongnu. Na obszar kotliny Chakasko-Minusinskiej zaczęli zaś napływać tureckojęzyczni Kirgizi. Stali się oni arystokracją w nowym społeczeństwie, zdominowanym dotąd przez ludność chińską.
Mimo licznych napaści ze strony agresywnych sąsiadów (kaganatów tureckich i ujgurskich), państwo Kirgizów jenisejskich zdołało obronić niezależność aż do XIII w. Ich państwo, a wraz z nim oryginalną kulturę zniszczyło dopiero imperium mongolskie, rządzone przez Czyngis-chana i jego potomków. Autochtoniczna ludność poddawana była wyniszczeniu.
W XVII wieku, kiedy zaczęli pojawiać się tu Rosjanie, ziemie należące do dzisiejszej Chakasji podzielone były na cztery niewielkie księstwa.

### W Imperium Rosyjskim
Za oficjalną datę wejścia Chakasji w skład Imperium Rosyjskiego można uważać 20 sierpnia 1727, kiedy między Chinami a Rosją zawarty został pakt graniczny, mówiący o tym, iż wszystkie ziemie na północ od Sajanów przechodzą we władanie Rosji, a na południe – Imperium Chińskiego. Faktyczną kontrolę nad Chakasją Rosja przejęła dopiero w latach 60. XVIII w., kiedy zaczęła tam rozmieszczać garnizony kozackie. Miały one stanowić obronę przed Chinami, które w 1758 zawładnęły Dżungarią i stanowiły realne niebezpieczeństwo dla ziem rosyjskich.

### W ZSRR i Federacji Rosyjskiej
W pierwszej połowie lat 20. XX wieku, po rewolucji bolszewickiej, w Chakasji wybuchło powstanie pod wodzą Iwana Sołowiowa, byłego kołczakowca.
W 1923 powstał ujezd chakaski. W 1930 stworzono Chakaski Obwód Autonomiczny, w 1991 przekształcony w Chakaską ASRR. Od 1992 istnieje Republika Chakasji, mająca status jednego z podmiotów Federacji Rosyjskiej.

## Podział administracyjny
5 największych chakaskich miast stanowi miasta wydzielone; pozostały obszar republiki podzielony jest na 8 rejonów.
Rejony miejskie:
| Miasto      | nazwa rosyjska | Liczba mieszkańców (1.01.2006) |
| ----------- | -------------- | ------------------------------ |
| Abakan      | Абакан         | 163 980                        |
| Abasa       | Абаза          | 17 313                         |
| Sajanogorsk | Саяногорск     | 63 931                         |
| Sorsk       | Сорск          | 12 914                         |
| Czernogorsk | Черногорск     | 76 443                         |

Rejony:
| rejon            | Ośrodek administracyjny | Liczba mieszkańców (w tys.) (stan na 01.01.2006) |
| ---------------- | ----------------------- | ------------------------------------------------ |
| Ałtajski         | Bieły Jar               | 23 432                                           |
| Askiski          | Askiz                   | 43 145                                           |
| Biejski          | Bieja                   | 21 250                                           |
| Bogradzki        | Bograd                  | 15 760                                           |
| Ordżonikidzewski | Kopiowo                 | 15 150                                           |
| Szyryński        | Szyra                   | 29 592                                           |
| Tasztypski       | Tasztyp                 | 15 988                                           |
| Ust-Abakański    | Ust-Abakan              | 39 323                                           |

## Tablice rejestracyjne
Tablice pojazdów zarejestrowanych w Chakasji mają oznaczenie 19 w prawym górnym rogu nad flagą Rosji i literami RUS.